# 林平衡
林平衡，資深香港傳媒人，曾擔任《快報》、《蘋果日報》等香港報章總編輯，現時擔任香港《蘋果日報》副社長一職。
曾在已停刊的香港左派報章《新晚報》任職多年，1992年中，香港記者協會代表團首次訪問台灣，林平衡代表《新晚報》，與《大公報》代表張克超，因來自傳統左派報張，難得獲批入台證，因而備受注目。。
1996年中，《快報》籌備復刊，應邀過檔擔任總編輯，於1996年10月28日正式復刊。不過，復刊僅一年半時間，至1998年3月16日便再度停刊，自此未再復刊。
《快報》宣布停刊後，林平衡未幾即加盟《蘋果日報》任職副總編輯，其後更升任為總編輯，2006年被調任為副社長，總編輯一職則改由鄭明仁出任。

## 外部連結
- 香港蘋果日報網頁 （页面存档备份，存于）